# Radio foxhole
Pour les articles homonymes, voir Foxhole (homonymie).
Une radio foxhole (ou traduction littérale radio trou de renard) est un poste radio de fortune construit par les soldats pendant la Seconde Guerre mondiale pour se divertir, afin d'écouter les stations de radio locales en utilisant la modulation d'amplitude,. Ces montages ont été signalés pour la première fois lors de la bataille d'Anzio, en Italie, se propageant plus tard à travers le théâtre européen et pendant la guerre du Pacifique. La radio foxhole était une récepteur à cristal rudimentaire qui utilisait un lame de rasoir de sûreté comme détecteur d'ondes radio, la lame faisant office de cristal et un fil, une épingle de sûreté ou, plus tard, une mine de crayon en graphite servant de moustache de chat.
La radio foxhole, comme un récepteur radio à cristal minéral, n'avait pas de source d'énergie et fonctionnait grâce à l'énergie reçue de la station de radio. Ces récepteurs ont été nommés, probablement par la presse, en référence au trou de renard, une position de combat défensive (en) utilisée pendant la guerre. Il existe également des témoignages de prisonniers de guerre de la Seconde Guerre mondiale et de la guerre du Viêt Nam qui ont fabriqué des radios foxhole.

## Histoire
L'auteur de la première radio foxhole est inconnu, mais il est presque certain qu'elle a été inventée par un soldat stationné sur la tête de pont d'Anzio pendant l'impasse de février à mai 1944. L'un des premiers articles de presse sur une radio de trou de renard a été publié dans le New York Times le 29 avril 1944. Cette radio a été construite par le soldat Eldon Phelps de Enid (Oklahoma), qui a plus tard prétendu avoir inventé le concept. Elle était assez rudimentaire : une lame de rasoir plantée dans un morceau de bois faisait office de cristal et l'extrémité du fil d'antenne servait de moustache de chat. Il réussit à capter des émissions en provenance de Rome et de Naples.
L'idée se répand dans la tête de pont et au-delà. Toivo Kujanpaa a construit un récepteur à Anzio et a pu recevoir des programmes de propagande allemande. Les programmes de propagande étaient dirigés vers les militaires alliés à partir d'une station de l'Axe à Rome. De nombreux vétérans d'Anzio appellent la présentatrice qu'ils ont entendue " Axis Sally ", le surnom généralement utilisé pour désigner la propagandiste Mildred Gillars de l'Axe Rome-Berlin-Tokyo, mais Gillars émettait depuis Berlin, et les hommes d'Anzio entendaient plus probablement Rita Zucca (en), qui émettait depuis Rome. Bien que Gillars soit plus souvent associée au surnom de "Sally", c'est Zucca qui s'appelait elle-même "Sally" pendant les émissions.
Des émissions alliées étaient également disponibles, en provenance de la 5e station radio mobile de l'armée et de la BBC.
Les G.I. américains en Italie assemblaient plusieurs radios. La nuit, près des lignes de front, ils écoutaient les disques phonographiques diffusés par une station de radio à Rome. On pouvait généralement entendre une station de radio sur une radio foxhole si l'on se situait jusqu'à 25 milles (40,23 km) ou 30 milles (48,28 km) de distance.
En 1942, le lieutenant-colonel R. G. Wells, prisonnier de guerre au Japon, a construit une radio foxhole pour obtenir des informations sur la situation internationale. Selon Wells, « tout le camp de prisonniers de guerre était avide de nouvelles. » Richard Lucas, prisonnier de guerre au Viêt Nam, a construit une radio dans le camp et a fabriqué ses propres écouteurs.

## Conception et emploi

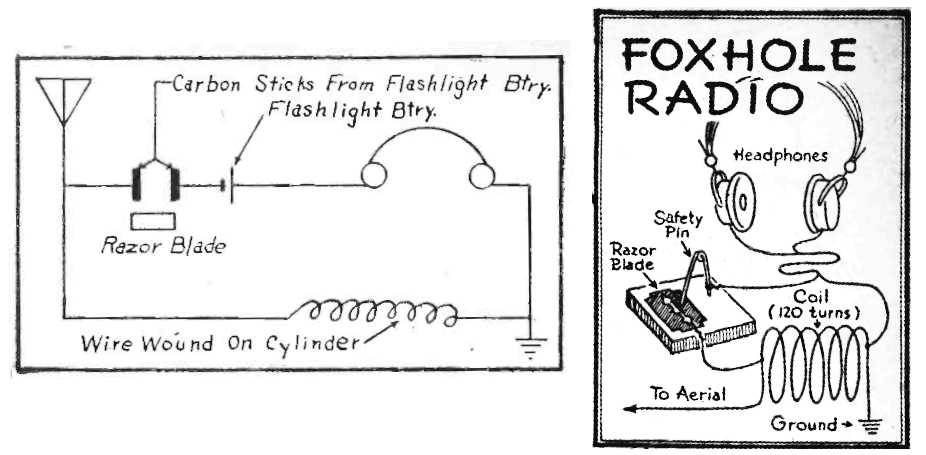
Deux circuits utilisés dans les radios foxhole, d'après l'article de Gernsback de 1944.

Les radios foxhole étaient composées d'une antenne filaire, d'une bobine de fil servant d'inducteur, d'écouteurs et d'une sorte de détecteur à diode improvisé pour redresser le signal. Les détecteurs consistaient en un contact électrique entre deux conducteurs différents avec un film de corrosion semi-conducteur entre eux. Ils ont été conçus à partir de divers objets courants. Un type courant était fabriqué à partir d'une lame de rasoir oxydée (rouillée ou brûlée) avec une mine de crayon pressée contre la lame à l'aide d'une épingle à nourrice. La couche d'oxyde sur la lame et le contact ponctuel de la mine de crayon forment une diode Schottky semi-conductrice et ne laissent passer le courant que dans un seul sens. Seuls certains endroits de la lame agissaient comme des diodes, de sorte que le soldat déplaçait la mine de crayon sur la surface jusqu'à ce que la station de radio soit entendue dans les écouteurs. Une autre conception de détecteur était une pile au carbone reposant sur les bords de deux lames de rasoir verticales, basée sur le détecteur "microphone" de 1879 de David Edward Hughes,.
L'antenne est connectée à l'inducteur mis à la terre. La bobine possède une capacité parasite interne qui, avec la capacité de l'antenne, forme un circuit résonant (circuit accordé) avec l'inductance de la bobine, résonnant à une fréquence de résonance spécifique. La bobine présente une impédance élevée à sa fréquence de résonance et transmet les signaux radio de l'antenne à cette fréquence au détecteur, tout en conduisant les signaux à toutes les autres fréquences à la terre. En faisant varier l'inductance à l'aide d'un bras de contact coulissant, une radio à cristal commerciale peut être réglée pour recevoir différentes fréquences. La plupart de ces postes de guerre n'avaient pas de contact coulissant et n'étaient conçus que pour recevoir une seule fréquence, celle de la station de radiodiffusion la plus proche. Le détecteur et les écouteurs étaient connectés en série à la bobine, qui appliquait le signal radio de la station de radio reçue. Le détecteur agissait comme un redresseur, permettant au courant de circuler à travers lui dans une seule direction. Il redressait l'onde porteuse radio oscillante, en extrayant la modulation audio, qui passait par les écouteurs. Les écouteurs convertissent le signal audio en ondes sonores.
En général, les écouteurs devaient être dénichés ou empruntés auprès de l'officier de communication de l'unité. Dans un cas, un soldat, Richard Lucas, a fabriqué des écouteurs en liant quatre clous ensemble avec du tissu, puis en enroulant du fil et en faisant couler de la cire sur les spires. Après une dizaine de couches de fil, il l'a placé dans un morceau de bambou. Le couvercle d'une boîte de conserve était placé sur la bobine de fil. L'auditeur connectait l'écouteur improvisé à la radio du trou et recevait trois stations de radio. Selon Lucas, c'est la nuit que l'écoute était la meilleure.

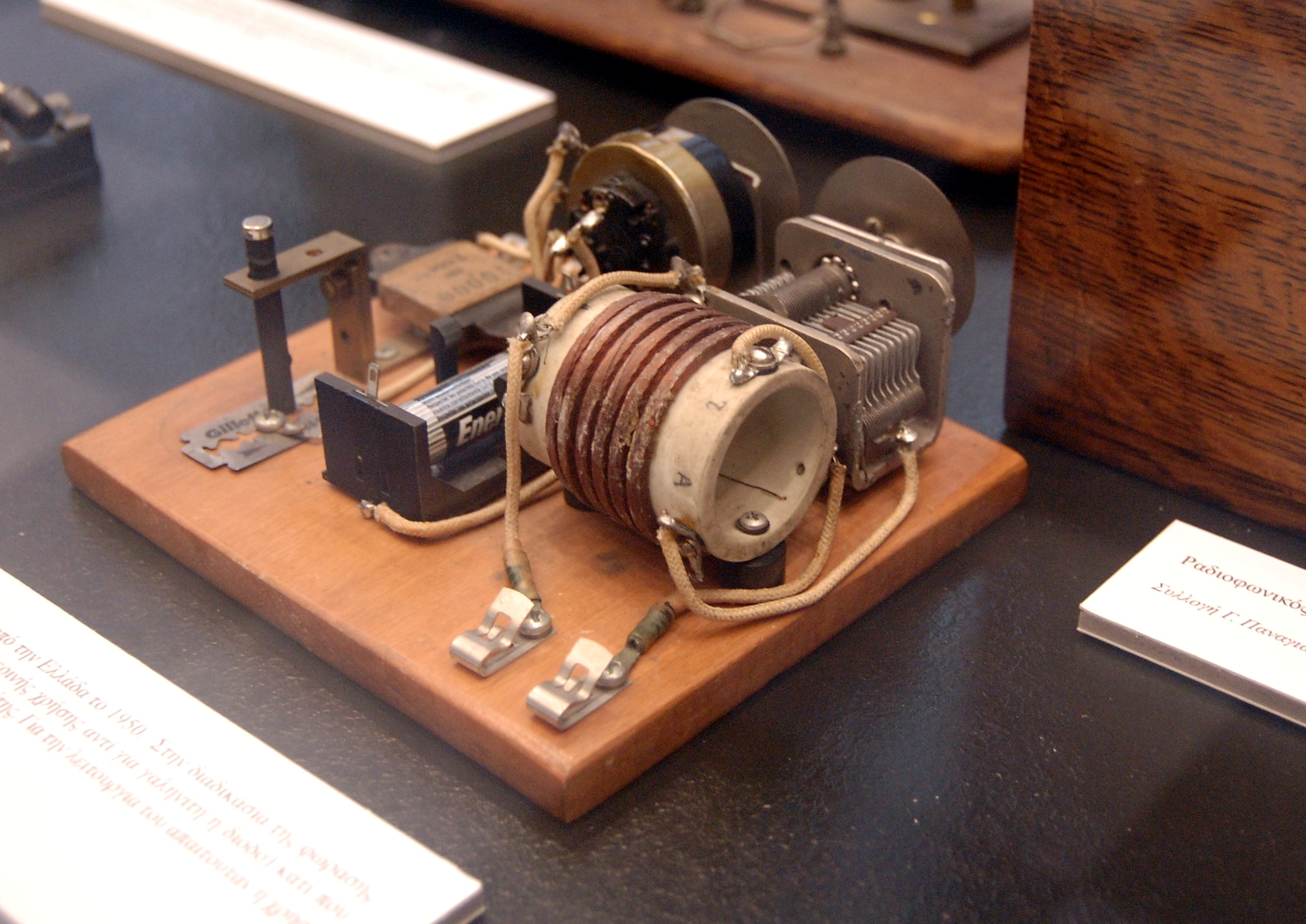
Récepteur radio artisanal avec lame de rasoir.
- Récepteur AM à diode et lame de rasoir illustrant le summum de la simplicité en matière de démodulation AM.
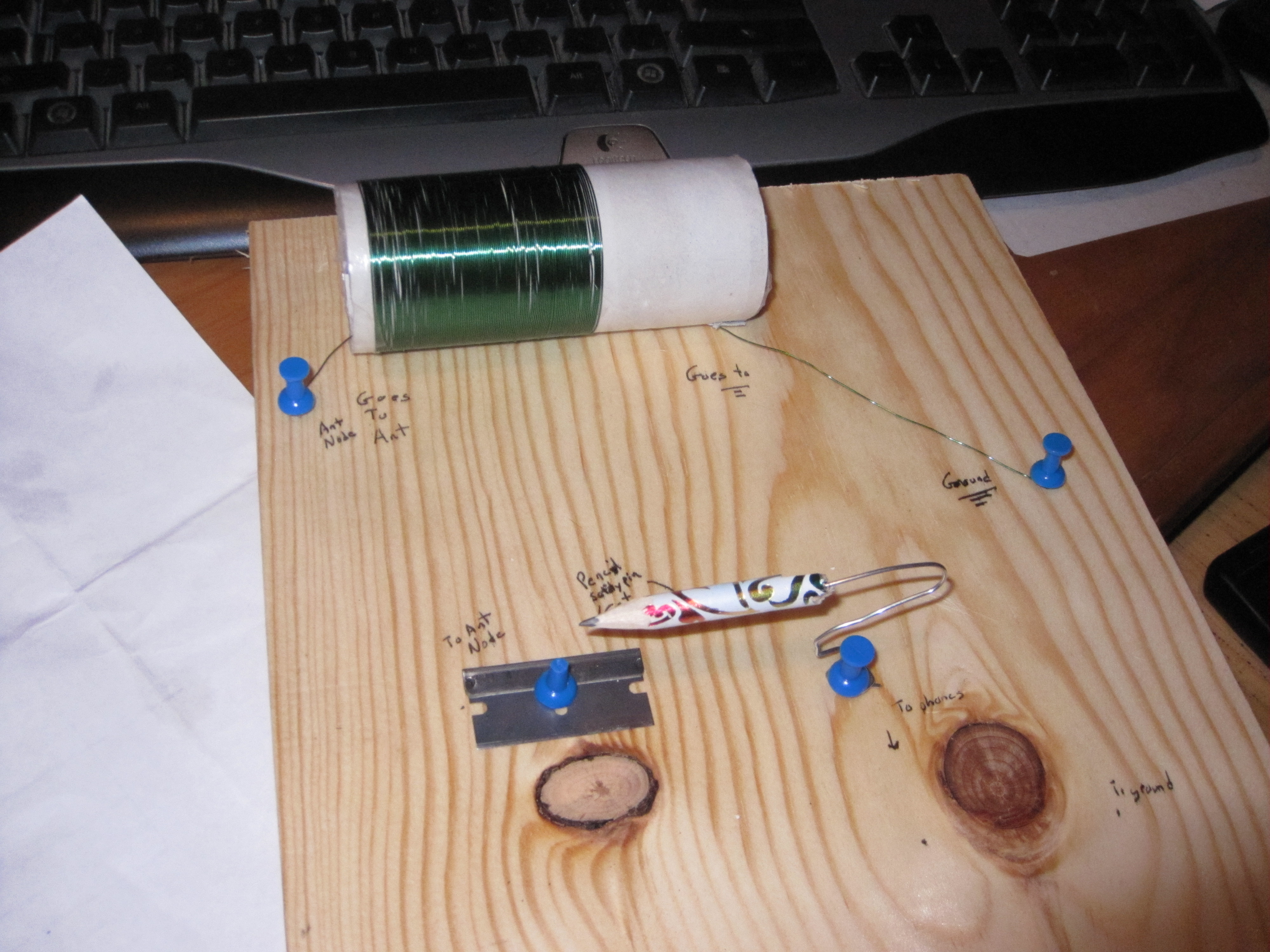
Radio Foxhole complète (avec une lame de rasoir et un crayon en graphite faisant office de cristal détecteur).